# Pokolenie Judy

Lew Judy na herbie miasta Jerozolima

Pokolenie Judy – jedno z 12 Plemion Izraela, pochodzące od Judy, czwartego syna Jakuba. 

## Historia
Plemię Judy weszło do Kanaanu z pozostałymi Izraelitami po ucieczce z Egiptu i osiedliło się w regionie na południe od Jerozolimy. Z czasem stało się najpotężniejszym plemieniem. Wydało dwóch królów: Dawida i Salomona. Prorocy zapowiadali, że Mesjasz będzie pochodził z tego pokolenia.
Po tym jak 10 plemion północnych zostało rozproszonych podczas ataku Asyrii w 721 r. p.n.e., plemiona Judy i Beniamina pozostały jedynymi spadkobiercami przymierza mojżeszowego. Plemię Judy rozwijało się aż do 586 r. p.n.e., kiedy zostało zaatakowane przez Babilończyków, a wiele z jego ludzi zostało wygnanych.
Cyrus Wielki pozwolił w 538 r. p.n.e. powrócić im do ziemi Izraela, a Świątynia Jerozolimska została odbudowana. Historia Judy od tego czasu jest historią Żydów i judaizmu. Dawne terytorium królestwa Judy przyjęło nazwę: Judea.